# Riede
Riede település Németországban, azon belül Alsó-Szászország tartományban. Lakosainak száma 3092 fő (2023. december 31.). Riede Syke, Weyhe és Emtinghausen községekkel határos.

## Népesség
A település népességének változása:
| Lakosok száma | 2782 | 2767 | 2788 | 2922 | 2985 | 3092 |
|               | 2016 | 2017 | 2019 | 2021 | 2022 | 2023 |